# John Raleigh Mott
John Raleigh Mott (Livingston Manor, Nova Iorque, 25 de maio de 1865 — Orlando, 31 de janeiro de 1955) foi um leigo metodista e evangelizador mundial estadunidense.
Foi agraciado com o Nobel da Paz de 1946. Foi presidente do Conselho Missionário Internacional e da Aliança Mundial das Associações Cristãs de Moços.

## Biografia
John Mott foi um grande líder do ecumenismo no século XX. 
Mott nasceu em Livingston Manor, Nova York em 25 de maio de 1865. Sua família mudou-se para Postville, Iowa, no mesmo ano. Estudou história na Upper Iowa University. Transferiu-se para a Universidade de Cornell, onde graduou-se em 1888 em história e filosofia. Durante a universidade começou a participar da Associação Cristã de Moços - ACM. Em 1886 foi o representante da universidade na primeira conferência internacional e interdenominacional deste movimento. Neste evento, dispôs-se como voluntário para as missões estrangeiras e iniciou a organização do Movimento dos Estudantes Voluntários para as Missões Estrangeiras. Nos dois anos seguintes foi presidente da ACM na universidade. Sob sua liderança, o número de membros da ACM aumentou e ele arrecadou fundos para a construção de uma sede para a associação, em 1895. Após graduar-se, tornou-se secretário nacional da ACM dos Estados Unidos e Canadá. Permaneceu neste cargo por 27 anos. Concomitantemente foi membro do comitê executivo do Movimento de Estudantes Voluntários para as Missões Estrangeiras.
Em 1891 casou-se com Leila Ada White, com quem teve dois filhos e duas filhas.
Em 1895 criou a Federação Mundial de Estudantes Cristãos. Como secretário geral deste organismo, viajou por dois anos organizando movimentos nacionais de estudantes pela Índia, China, Japão, Austrália, Nova Zelândia e países da Europa.
Foi o idealizador e realizador da Conferência Internacional de Missão, em Edimburgo, em 1910. Esta conferência foi um marco no ecumenismo. Reuniu representantes oficiais de várias sociedades missionárias. Ao organizar esta conferência, Mott convocou estas sociedades e não as igrejas. Isto possibilitou a busca de cooperação na missão e afastou o risco da busca de uma única igreja que congregasse todas as denominações cristãs. Este é um traço do ecumenismo até os dias de hoje.
Entre 1912 e 1913 visitou os países do Oriente, organizando conferências regionais na Índia, China, Japão e Coreia. De 1915 a 1928 foi secretário-geral do Comitê Internacional da Associação Cristã de Moços e presidente do Aliança Mundial da ACM de 1926 a 1937.
Durante a Primeira Guerra Mundial, a ACM ofereceu seus serviços ao presidente Wilson. Mott tornou-se então secretário geral do Conselho Nacional de Trabalhos de Guerra. Nesta função, mantinha contatos internacionais para auxílio aos prisioneiros de guerra em vários países. Por este trabalho, recebeu uma condecoração.
Em 1921 foi presidente do Conselho Missionário Internacional e em 1942 tornou-se presidente honorário desta instituição. Trabalhou intensamente para a criação do Conselho Mundial de Igrejas.
Em 1946 recebeu o Nobel da Paz. Em 1954 foi presidente do Conselho Mundial de Igrejas.
A busca de Mott centrava-se na busca da evangelização como uma tarefa comum entre as igrejas cristãs e considerava a essência do evangelho acima das barreiras confessionais.
Mott escreveu cerca de dezesseis obras sobre missão e cooperação internacional. Seu livro mais conhecido A Evangelização do Mundo nesta Geração tornou-se um slogan missionário no século XX. Recebeu diversos prêmios em inúmeros países: China, Tchecoslováquia, Finlândia, França, Grécia, Hungria, Itália, Japão, Jerusalém, Polônia, Portugal, Sião, Suécia e Estados Unidos. Recebeu ainda títulos honorários em seis universidades e também da Igreja Ortodoxa Russa em Paris.